# Krásná Lípa u Šindelové

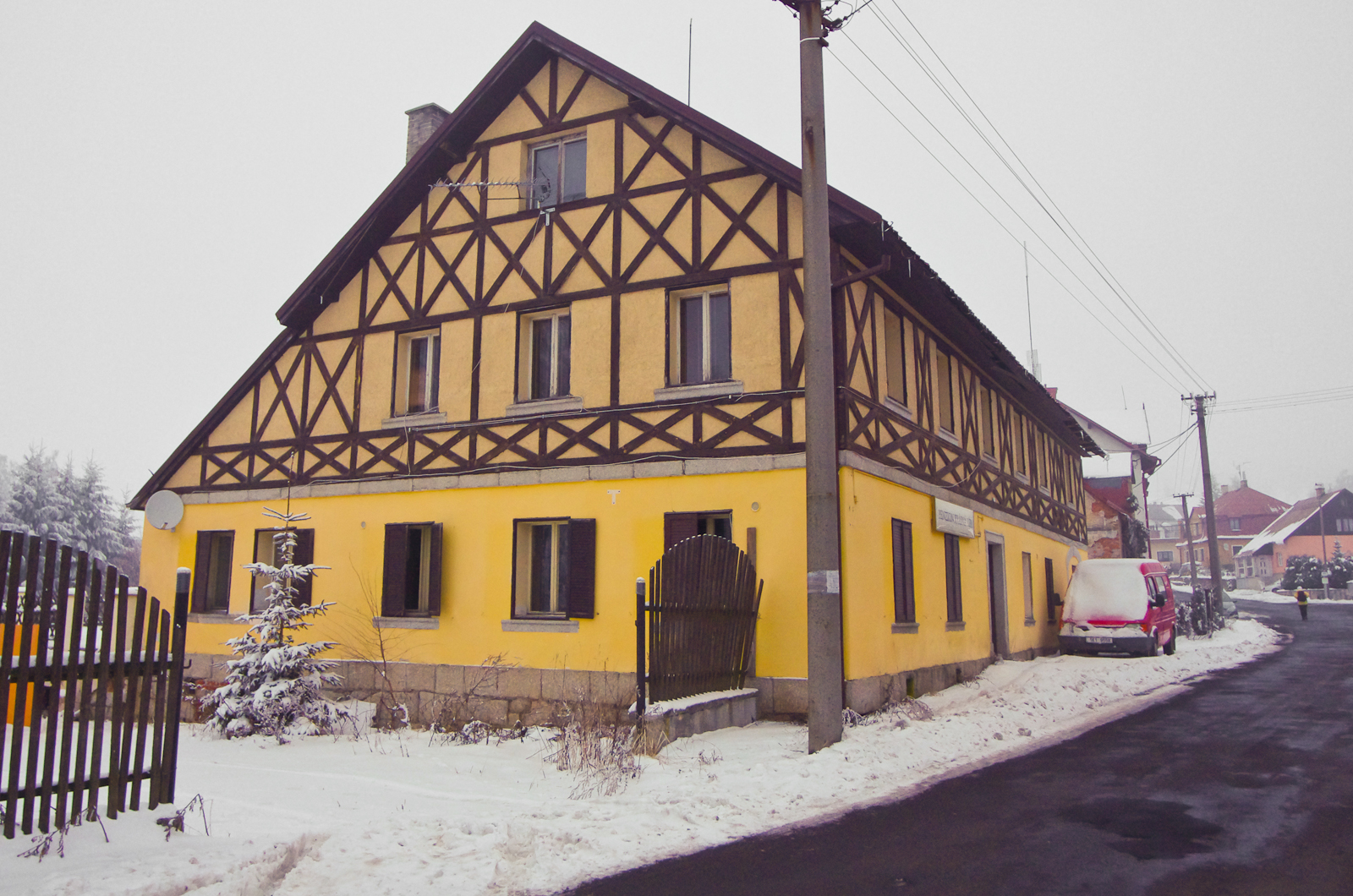
Ehemaliges Herrenhaus des Rittergutes Schönlind, heute Pension

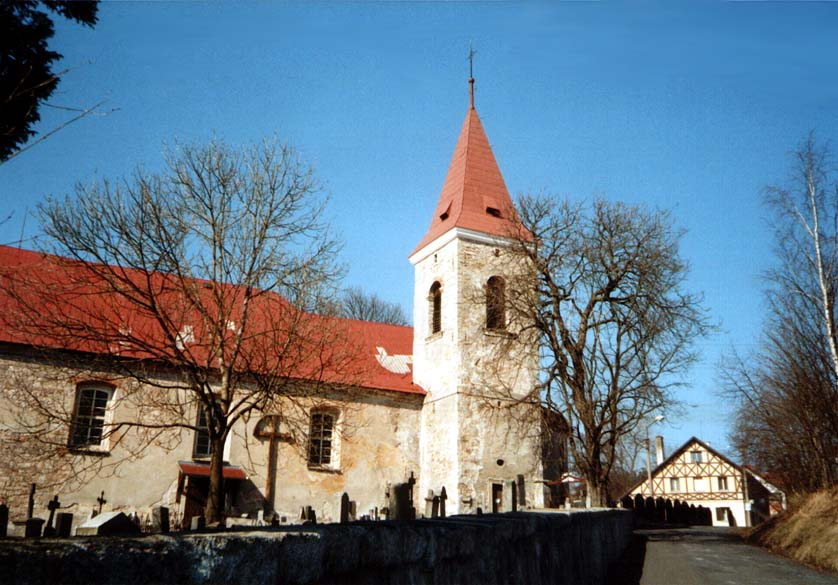
Friedhof und Josefkirche in Schönlind

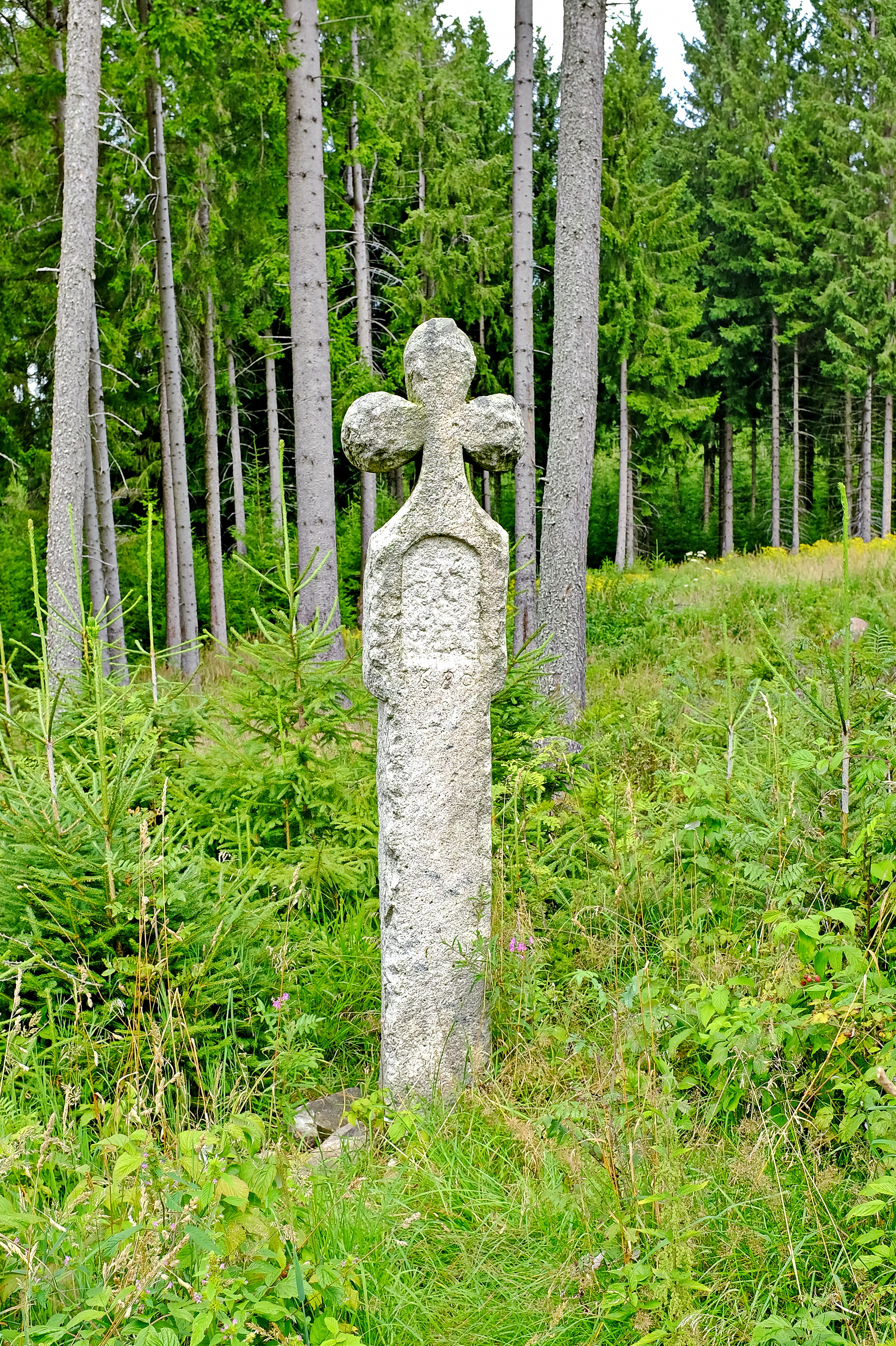
Pestkreuz

Krásná Lípa (deutsch Schönlind bei Neudek, auch Markt Schönlind) ist ein Ortsteil der Gemeinde Šindelová (Schindlwald) im Okres Sokolov in Tschechien.

## Lage
Nachbarorte sind Obora (Hochgarth) und Šindelová (Schindlwald) im Südwesten, Urybníka (Teichhäuser) im Süden, Přebuz (Frühbuß) im Norden und Lesík (Mühlberg) im Osten.

## Geschichte
Schönlind wurde 1508 erstmals urkundlich erwähnt. Es gehörte damals zur ausgedehnten Grundherrschaft der Grafen Schlick. Man vermutet, dass das Quarzvorkommen am Hüttenberg die Ursache für die Entstehung des Ortes an dieser Stelle des böhmischen Westerzgebirges gewesen ist. Ferner wurde neben Quarz auch Zinn in der Nähe des Ortes abgebaut. Aus den Aufzeichnungen des Stadt- und Gerichtsbuches von Falkenau von 1512 geht hervor, dass die Brüdern Caspar und Nickel Ziegner bei Schönlind zwei Glashütten und eine Mühle besaßen. Der Rat der Stadt schlichtete dabei einen Streit, bei dem es um die Wasserversorgung und Rechte für die beiden Glashütten ging. Nach dem Tode von Viktorin Schlick I., teilten 1560 seine zwei Söhne den Nachlass auf, dabei erhielt Abundus Schlick Heinrichsgrün und Niklas IV. Schlick Schönlind. Durch Erbteilung ging 1582 Schönlind an den Sohn von letzterem Viktorin Schlick II. über, der es wiederum 1600/1601 seinen vier Söhnen vermachte. Da keiner der Erben in der Lage war den anderen auszuzahlen, verkauften sie 1602 die verschuldete Herrschaft, bestehend aus den Ortschaften Schönlind, Schindelwald und Kohling, sowie dem Bergstädtchen Frühbuß, an ihren Schwager Ritter Niklas von Globen, der im Ort ein neues Rittergut bzw. Schloss errichtete, das in neuerlicher Zeit als Gasthaus genutzt wurde. Im Kaufvertrag wird Schönlind als ein Dorf mit 14 Bauernhöfen, eine Glashütte und eine Mühle bezeichnet.
Im Zuge der Gegenreformation in Böhmen veräußerte von Globen am 28. November 1628 sein konfisziertes Gut an den Freiherrn Otto von Nostitz, der bereits durch den Erwerb der Herrschaft Heinrichsgrün 1627 sein Gutsnachbar geworden war. Er vereinte die Güter wieder zu einer Herrschaft. Nach dessen Tode erbte 1630 sein Neffe Johann Hartwig von Nostitz-Rieneck die Herrschaft, der dem Ort 1631 das Marktrecht verlieh. Eine Sage berichtet über die damalige Verwalterfamilie (Schafferfamilie) des Gutes Schönlind, die wegen der Pest in den Ruinen der nahegelegenen Glashütte Altenhütten Unterschlupf suchte und an dessen Stelle ein auf 1680 datiertes Pestkreuz erinnert. Bis zur Aufhebung der Patrimonialgerichtsbarkeit 1848/49 gehörte Schönlind zur Herrschaft Heinrichsgrün. 1850 wurde die Katastralgemeinde dem Gerichtsbezirk Neudek zugeteilt. Die Gemeinde war ab 1910 Teil des Bezirks Neudek und gehörte bis 1945 zum Landkreis Neudek. Aufgrund der Beneš-Dekrete wurden die deutschen Bewohner 1945/46 enteignet und vertrieben. Als „Drama von Schönlind“ ging die Ermordung von zehn Rothauer Eisenwerkarbeitern am 6. Juni 1945 in die Geschichte ein. Vor dem Zweiten Weltkrieg lebten dort 687 Einwohner, heute sind es schätzungsweise noch 10 Prozent dieser Zahl. 1991 hatte der Ort 48 Einwohner. Im Jahre 2001 bestand das Dorf aus 39 Wohnhäusern, in denen 72 Menschen lebten.

### Pfarrkirche und Schule
Eine erste Kapelle, ursprünglich Eigenkirche des Rittergutes, die der hl. Dreifaltigkeit geweiht war, existierte in Schönlind seit der Mitte des 16. Jahrhunderts. Jeden dritten Sonntag im Monat wurde dort ein Gottesdienst von einem Priester aus Heinrichsgrün gehalten. Kaisers Joseph II. erhob 1785 die Filiale Schönlind zur eigenen Pfarrei. Eingepfarrt waren die Orte Hochgarth, teilweise Schindlwald, Kohling und Vogeldorf. 1811 wurde das baufällige hölzerne Kirchlein abgerissen und an gleicher Stelle ein gemauertes Gotteshaus errichtet. Am St. Wenzelstage 1813 konnte das Gebäude feierlich geweiht werden. Kirchenpatron war der hl. Joseph. Die Decke im Kircheninneren ziert ein kaiserlicher Adler mit ausgebreiteten Flügeln. 1618 wurde im Ort eine erste Schule eröffnet, die bis 1945 bestand.

## Sehenswürdigkeiten
- Dem heiligen Josef geweihte Pfarrkirche
- Der anliegende Kindergarten mit original erhaltenen und renovierten Fresken
- Das ehemalige Rittergutsgebäude
- Das naheliegende Pestkreuz bez. 1680

## Persönlichkeiten
- Niklas von Globen († 1639), böhmischer Adeliger, Besitzer von Gut Schönlind
- Johann Baptist Rölz (1815–1884), okkulter Wunderdoktor, lebte zeitweise in Schönlind